# Andrijevica
Andrijevica (cirill betűkkel Андријевица) városi jellegű település és község (járás) Montenegró keleti részén. A községnek 5785, a településnek 1073 lakosa van. 

## A község (járás) települései
Andrijevica, Bojovići, Božići, Cecuni, Dulipolje, Đulići, Gnjili Potok, Gornje Luge, Gračanica, Jošanica, Košutići, Kralje, Kuti, Navotina, Oblo Brdo, Prisoja, Rijeka Marsenića, Seoca, Sjenožeta, Slatina, Sućeska, Trepča, Trešnjevo, Ulotina és Zabrđe.
Ide tartozik még Andželati falu.

## Fekvése
Andrijevica a Zlorečice patak fölötti sziklára épült.

## Lakosság
A település lakossága az elmúlt évtizedekben enyhén növekedett, miközben a környék lakossága drasztikusan csökkent. 50 évvel ezelőtt kétszer annyian éltek Andrijevica községben, mint ma.
Andrijevica város lakosságának száma a következőképpen alakult:
- 1948-ban 894 lakosa volt.
- 1953-ban 899 lakosa volt.
- 1961-ben 1 007 lakosa volt.
- 1971-ben 994 lakosa volt.
- 1981-ben 941 lakosa volt.
- 1991-ben 933 lakosa volt.
- 2003-ban 1 073 lakosa volt, akik közül 743 szerb (69,24%), 242 montenegrói (22,55%), 8 muzulmán, 1 jugoszláv, 1 egyéb, 63 nem nyilatkozott és 15 ismeretlen.